# Parc Natural Regional dels Pirineus Ariejans
El Parc Natural Regional dels Pirineus Ariejans (en francès: Parc Naturel Régional des Pyrénées Ariégeoises) és un parc natural situat a Gascunya i País de Foix, a Occitània. Fou creat en 2009 i amb una superfície de 2.468 km², ocupa al voltant del 40% del departament de l'Arieja. El conformen 142 municipis i 43.000 habitants. És als Pirineus i de nord a sud s'estén des del Prepirineu fins a les fronteres amb Catalunya i Andorra.
El punt més alt és la pica d'Estats (3.143 msnm), seguit per altres pics també importants: El Montcalm (3.078 msnm), el pic de Sotllo (3.072 msnm), el pic de Canalbona (2.965 msnm) i el pic de Medacorba (2.905 msnm).
Aquest parc alberga un patrimoni natural excepcional, on hi ha espècies rares com el trencalòs, l'aufrany, el gall fer comú, l'almesquera i la llirga.
Sols l'1% del territori d'aquest parc és artificial, mentre que el 85% figura a l'inventari de zones naturals d'interès ecològic, faunístic i florístic.